# Rue de la Ville-Neuve
Rue de la Ville-Neuve är en gata i Quartier de Bonne-Nouvelle i Paris andra arrondissement. Gatan är uppkallad efter distriktet Ville-Neuve. Rue de la Ville-Neuve börjar vid Rue Beauregard 5 och slutar vid Boulevard de Bonne-Nouvelle 31.

## Omgivningar
- Notre-Dame-de-Bonne-Nouvelle
- Square Jacques-Bidault
- Rue Notre-Dame-de-Bonne-Nouvelle
- Rue Poissonnière
- Rue de la Lune
- Rue Notre-Dame-de-Recouvrance
- Rue Thorel
- Rue des Degrés

## Bilder
| - Gatuskylt. - Kyrkan Notre-Dame-de-Bonne-Nouvelle. - Square Jacques-Bidault. |

## Kommunikationer
- Tunnelbana – linjerna   – Bonne-Nouvelle
- Busshållplats Poissonnière – Bonne-Nouvelle – Paris bussnät, linjerna 20 39

### Webbkällor
- ”Rue de la Ville-Neuve”. Mairie de Paris. https://web.archive.org/web/20160303211151/http://www.v2asp.paris.fr/commun/v2asp/v2/nomenclature_voies/Voieactu/9813.nom.htm. Läst 25 juli 2022.
- ”Rue de la Ville-Neuve (2ème arrondissement)”. Les rues de Paris. https://web.archive.org/web/20180213173427/http://www.parisrues.com/rues02/paris-02-rue-de-la-ville-neuve.html. Läst 25 juli 2022.